# Cannes (Italie)
Pour les articles homonymes, voir Cannes (homonymie).
Cannes (en latin : Cannæ ; aujourd'hui Canne della Battaglia, « Cannes de la bataille ») est une frazione de la commune de Barletta, dans l'actuelle province de Barletta-Andria-Trani, dans la région des Pouilles. Dans l'Antiquité, c'était une petite cité d'Apulie, en Italie méridionale.

## Historique
Cannae était le nom de l'ancienne ville antique des Pouilles, érigée en altitude au-dessus de la rive droite de l'Ofanto. C'est maintenant un site archéologique.

## Bataille
La bataille de Cannes est une bataille majeure de la deuxième guerre punique qui eut lieu le 2 août 216 av. J.-C. près de la ville de Cannes située dans la région des Pouilles dans le sud-est de l'Italie. L'armée de Carthage dirigée par Hannibal Barca a défait une armée de la République romaine bien plus nombreuse sous le commandement des consuls Caius Terentius Varro et Lucius Æmilius Paullus. Cette bataille est considérée comme l'une des manœuvres tactiques les plus réussies de l'histoire militaire, et en nombre de victimes, la bataille la plus sanglante côté romain (après celle d'Arausio).

## Zone archéologique
Sur la route entre Barletta et Canosa, on trouve les vestiges de l'ancienne ville de Cannes. Les fouilles ont mis au jour une vaste partie de l'antique centre-ville, actif et florissant aux époques romaines et médiévales, plus tard détruit par les Normands .

## Personnage célèbre
- Roger de Cannes, un saint de l'Église catholique qui vécut entre les XIe et XIIe siècles et fut évêque de Cannes.

### Articles liés
- Diocèse de Cannes (it)
- Barletta